# Kanton Villebrumier
Der Kanton Villebrumier war bis 2015 ein französischer Wahlkreis im Arrondissement Montauban, im Département Tarn-et-Garonne und in der Region Midi-Pyrénées. Der Hauptort war die Stadt Villebrumier. Vertreter im Generalrat des Départements war zuletzt von 1988 bis 2015 Etienne Astoul (PS).

## Gemeinden
Der Kanton bestand aus sechs Gemeinden:
| Gemeinde       | Einwohner Jahr | Fläche km² | Bevölkerungsdichte | Code INSEE | Postleitzahl |
| -------------- | -------------- | ---------- | ------------------ | ---------- | ------------ |
| Corbarieu      | 1.657 (2013)   | 13,03      | 127 Einw./km²      | 82044      | 82370        |
| Reyniès        | 894 (2013)     | 9,94       | 90 Einw./km²       | 82150      | 82370        |
| Saint-Nauphary | 1.765 (2013)   | 24,43      | 72 Einw./km²       | 82167      | 82370        |
| Varennes       | 596 (2013)     | 14,76      | 40 Einw./km²       | 82188      | 82370        |
| Verlhac-Tescou | 507 (2013)     | 22,69      | 22 Einw./km²       | 82192      | 82230        |
| Villebrumier   | 1.266 (2013)   | 11,38      | 111 Einw./km²      | 82194      | 82370        |